# Rieux, Morbihan

Rieux este o comună în departamentul Morbihan, Franța. În 1 ianuarie 2022 avea o populație de 2.841 de locuitori.